# Hans-Georg Link
Hans-Georg Link (* 1939) ist ein deutscher evangelischer Theologe, Pfarrer und ehemaliger Hochschullehrer und Sekretär für Glaubensfragen im Ökumenischen Rat der Kirchen.

## Leben
Link studierte Evangelische Theologie und wurde 1973 aufgrund einer von Jürgen Moltmann betreuten Dissertation über die Christologie Martin Kählers zum Dr. theol. promoviert. Von 1972 bis 1974 war er Redakteur der Zeitschrift Evangelische Theologie, ferner auch des Theologischen Begriffslexikons zum Neuen Testament. Er arbeitete als Gymnasiallehrer in Reutlingen, Gemeindepfarrer in Köln-Weiden (1974–1980), Sekretär der Kommission für Glauben und Kirchenverfassung in Genf (1980–1987) und als Ökumenepfarrer des Evangelischen Kirchenverbandes Köln und Region (1987–2004). Daneben war er Lehrbeauftragter an der Universität Köln für Ökumenische Theologie. 

## Engagement
Seit 2004 ist er Präsident der deutschen Region der Internationalen Ökumenischen Gemeinschaft (International Ecumenical Fellowship, IEF). Er gehört um Vorstand der Kölnischen Gesellschaft für Christlich-Jüdische Zusammenarbeit und ist evangelischer Leiter des Altenberger Ökumenischen Gesprächskreises. 2017 leitete er die Wittenberger Ökumenische Versammlung.
In seinem Buch Bekennen und Bekenntnis erschloss er altkirchliche, reformatorische und ökumenische Bekenntnisse des 20. Jahrhunderts. Die wichtigsten und neuesten Dokumente kommen zur Sprache: Barmen 1934, Leuenberg 1973, Meißen 1988, Porvoo 1992, Rechtfertigungserklärung 1997/8; ebenso Bekenntnisse aus Frankreich, Südafrika, Lateinamerika und Taiwan. Ausgehend von dem Ökumenischen und dem Apostolischen Glaubensbekenntnis der Alten Kirche werden von ihm die wichtigsten reformatorischen Bekenntnisschriften vorgestellt: Augsburger Bekenntnis, Heidelberger Katechismus, die 39 anglikanischen Artikel. Von den bilateralen Dialogen des 20. Jahrhunderts kommen u. a. dann zur Sprache: die Leuenberger Konkordie, die Meißener Feststellung, die Porvoo-Erklärung, die katholisch-lutherische »Gemeinsame Erklärung zur Rechtfertigungslehre« sowie Vereinbarungen mit altorientalischen Kirchen. Von der multilateralen Szene werden neue Bekenntnisse vereinigter Kirchen, Basis und Vollversammlungen des Ökumenischen Rates sowie das Faith and Order-Projekt beleuchtet: »Auf dem Weg zu einem gemeinsamen Ausdruck des apostolischen Glaubens heute«. Ein besonderer Akzent liegt auf den kontextuellen Bekenntnisentwicklungen in Deutschland, Frankreich, Südafrika, Lateinamerika, Taiwan und Mitteleuropa. Dabei spielt der Zusammenhang von existentiellem Bekennen und kirchlichem Bekenntnis eine Schlüsselrolle. Ein eigener Abschnitt ist Glaubensbekenntnissen von Frauen gewidmet.

## Veröffentlichungen (Auswahl)
- Geschichte Jesu und Bild Christi. Die Entwicklung der Christologie Martin Kählers in Auseinandersetzung mit der Leben-Jesu-Theologie und der Ritschl-Schule. Neukirchener Verlag, Neukirchen-Vluyn 1975, ISBN 978-3-7887-0442-1.
- Bekennen und Bekenntnis (= Bensheimer Hefte. Heft 83 = Ökumenische Studienhefte. Band 6). Vandenhoeck und Ruprecht, Göttingen 1998, ISBN 978-3-525-87175-1
- Unterwegs nach Emmaus. Ökumenische Erfahrungen und Ermutigungen für evangelische und katholische Gemeinden. Evangelische Verlagsanstalt, Leipzig 2014, ISBN 978-3-374-04008-7.
- Die un-vollendete Reformation. Zur konziliaren Gemeinschaft von Kirchen und Gemeinden. Evangelische Verlagsanstalt, Leipzig 2016, ISBN 978-3-374-04282-1
- Bausteine für unsere ökumenische Zukunft. Erfahrungen und Vorschläge von Vancouver 1983 bis Karlsruhe 2021. Evangelische Verlagsanstalt, Leipzig 2019, ISBN 978-3-374-06069-6.

Als Herausgeber
- (mit Geiko Müller-Fahrenholz) Hoffnungswege. Wegweisende Impulse des Ökumenischen Rates der Kirchen aus sechs Jahrzehnten. Lembeck, Frankfurt am Main 2008, ISBN 978-3-87476-579-4.
- (mit Dorothea Sattler) Zeit der Versöhnung. Wege in die Zukunft der Ökumene. Vandenhoeck und Ruprecht, Göttingen 2017, ISBN 978-3-7887-3092-5.
- (mit Barbara Rudolph) Nehmt einander an. Der ökumenische Weg der Evangelischen Kirche im Rheinland zwischen dem Zweiten Vatikanischen Konzil und dem Reformationsjubiläum (1960-2017). Vandenhoeck und Ruprecht, Göttingen 2017, ISBN 978-3-7887-3098-7.
- (mit Josef Wohlmuth) In alle Ewigkeit verdammt? Zum Konflikt zwischen Luther und Papst nach 500 Jahren. Eine Stellungnahme des Altenberger Ökumenischen Gesprächskreises. Vandenhoeck und Ruprecht, Göttingen 2020 (2. Aufl. 2021), ISBN 978-3-647-50186-4.
- (mit Josef Wohlmuth) Attraktive Fremdheit Gottes : Das Ökumenische Bekenntnis von Nizäa-Konstantinopel (325–2025). Evangelische Verlagsanstalt / Bonifatius, Leipzig/Paderborn 2024, ISBN 978-3-374-07583-6.